# Palazzo Grimani (Padova)
Palazzo Grimani è un palazzo di Padova, eretto su preesistenze medievali per volere della famiglia Grimani dai Servi a partire dal 1561 accanto al di poco precedente palazzo Zacco al Prà. 
Gli edifici gotici vennero risistemati ed unificati su progetto di Giovanni Antonio Rusconi, poi conclusi in chiave monumentale tra il 1621 ed il 1630 ad opera di Francesco Contin. Nel cantiere si inserì, per volere di Antonio Grimani dei Servi, l'architetto berniniano Mattia de Rossi che nel 1671 propose i progetti per un grandioso ampliamento dell'edificio, triplicandone l'estensione con una monumentale facciata di 87 metri, giungendo quindi a lambire il monastero della Misericordia. Il triplice affaccio avrebbe permesso l'esistenza di un salone a T nel palazzo esistente e - vera novità del progetto - di una lunga galleria alla francese (57 metri) che si sarebbe teatralmente affacciata sull'invaso del Pra' della Valle. Il progetto del de Rossi non trovò compimento ma fu sicuramente fondamentale per gli sviluppi dell'architettura barocca nei territori della Dominante.